# Việt Nam tại Olympic Tin học Quốc tế
Việt Nam tham gia Olympic Tin học Quốc tế (IOI) ngay từ khi kỳ thi này được thành lập vào năm 1989. Từ đó đến nay năm nào Việt Nam cũng tham gia đều đặn và đạt thành tích khá cao. Đội Việt Nam đã xếp hạng nhất toàn đoàn vào kỳ IOI 1999 ở Thổ Nhĩ Kỳ trong số 67 quốc gia tham dự, vượt qua các đội mạnh như Nga, Hoa Kỳ,... Học sinh Việt Nam tham gia kỳ thi này sau khi đã vượt qua kỳ thi chọn học sinh giỏi quốc gia trung học phổ thông môn Tin học.

## Các đoàn học sinh Việt Nam tại IOI
Chú thích:  = Huy chương Vàng;  = Huy chương Bạc;  = Huy chương Đồng;
Xem thông tin đầy đủ về điểm và thứ hạng được cập nhật hàng năm.
Chú ý:  Bạn có thể sắp xếp nội dung theo các nhóm khi bấm vào ký hiệu ô vuông nhỏ ở tiêu đề các cột ở bảng dưới đây.
| IOI (năm) | Quốc gia tổ chức  | Tên thí sinh           | Học sinh trường                                       | Giải thưởng | Điểm số    | Hạng    | Xếp hạng toàn đoàn theo tổng điểm (vị trí/số nước tham gia (tổng điểm)) |
| --------- | ----------------- | ---------------------- | ----------------------------------------------------- | ----------- | ---------- | ------- | ----------------------------------------------------------------------- |
| 01 (1989) | Bulgaria          | Nguyễn Anh Linh        | THPT chuyên KHTN, ĐHQG Hà Nội                         | HCĐ         | 65/100     | 15/46   |                                                                         |
| 02 (1990) | Liên Xô           | Trần Hoài Linh         | THPT chuyên KHTN, ĐHQG Hà Nội                         | HCB         | 104/200    | 12/30   |                                                                         |
| 02 (1990) | Liên Xô           | Nguyễn Anh Linh        | THPT chuyên KHTN, ĐHQG Hà Nội                         | HCĐ         | 82/200     | 22/30   |                                                                         |
| 02 (1990) | Liên Xô           | Nguyễn Việt Hà         | THPT chuyên KHTN, ĐHQG Hà Nội                         | HCĐ         | 75/200     | 28/30   |                                                                         |
| 03 (1991) | Hy Lạp            | Nguyễn Hòa Bình        | Khối PT chuyên tin, Đại học Bách Khoa Hà Nội          | HCĐ         | 113/200    | 36/72   |                                                                         |
| 03 (1991) | Hy Lạp            | Đàm Hiếu Chí           | THPT chuyên KHTN, ĐHQG Hà Nội                         | HCĐ         | 101/200    | 44/72   |                                                                         |
| 04 (1992) | Đức               | Nguyễn Tuấn Việt       | Khối PT chuyên tin, Đại học Bách Khoa Hà Nội          | HCV         | 200/200    | 1/171   |                                                                         |
| 04 (1992) | Đức               | Phạm Minh Tuấn         | Khối PT chuyên tin, Đại học Bách Khoa Hà Nội          | HCB         | 190/200    | 23/171  |                                                                         |
| 04 (1992) | Đức               | Hà Công Thành          | THPT chuyên KHTN, ĐHQG Hà Nội                         | HCĐ         | 168/200    | 51/171  |                                                                         |
| 04 (1992) | Đức               | Lê Văn Trí             | THPT chuyên KHTN, ĐHQG Hà Nội                         | HCĐ         | 168/200    | 51/171  |                                                                         |
| 05 (1993) | Argentina         | Lê Gia Quốc Thống      | THPT Gia Định, TP.HCM                                 | HCĐ         | 141/200    | 58/82   |                                                                         |
| 05 (1993) | Argentina         | Phạm Việt Thắng        | THPT chuyên KHTN, ĐHQG Hà Nội                         | HCĐ         | 123/200    | 80/82   |                                                                         |
| 06 (1994) | Thụy Điển         | Trương Xuân Nam        | THPT chuyên KHTN, ĐHQG Hà Nội                         | HCB         | 107/200    | 34/101  |                                                                         |
| 06 (1994) | Thụy Điển         | Trần Minh Châu         | THPT chuyên KHTN, ĐHQG Hà Nội                         | HCB         | 106/200    | 35/101  |                                                                         |
| 06 (1994) | Thụy Điển         | Phạm Bảo Sơn           | THPT chuyên KHTN, ĐHQG Hà Nội                         | HCB         | 105/200    | 37/101  |                                                                         |
| 06 (1994) | Thụy Điển         | Cao Minh Trí           | THPT chuyên Lê Hồng Phong, Nam Định                   | HCĐ         | 91/200     | 56/101  |                                                                         |
| 07 (1995) | Hà Lan            | Lê Sĩ Quang            | THPT chuyên ban Lê Quý Đôn, Hà Tây                    | HCB         | 131/200    | 40/210  |                                                                         |
| 07 (1995) | Hà Lan            | Phạm Bảo Sơn           | THPT chuyên KHTN, ĐHQG Hà Nội                         | HCB         | 120/200    | 55/210  |                                                                         |
| 07 (1995) | Hà Lan            | Lê Thụy Anh            | Hệ PTTH chuyên Toán – Tin, Đại học Tổng Hợp TP.HCM    | HCĐ         | 102/200    | 81/210  |                                                                         |
| 07 (1995) | Hà Lan            | Bùi Thế Duy            | THPT chuyên KHTN, ĐHQG Hà Nội                         | HCĐ         | 99/200     | 88/210  |                                                                         |
| 08 (1996) | Hungary           | Phan Việt Hải          | Phổ thông Năng khiếu, ĐHQG TP.HCM                     | HCB         | 151/200    | 52/215  |                                                                         |
| 08 (1996) | Hungary           | Bùi Thế Duy            | THPT chuyên KHTN, ĐHQG Hà Nội                         | HCĐ         | 127/200    | 75/215  |                                                                         |
| 08 (1996) | Hungary           | Nguyễn Hoàng Dũng      | THPT chuyên Lê Hồng Phong, TP.HCM                     | HCĐ         | 121/200    | 80/215  |                                                                         |
| 08 (1996) | Hungary           | Nguyễn Thúc Dương      | THPT chuyên KHTN, ĐHQG Hà Nội                         | HCĐ         | 116/200    | 84/215  |                                                                         |
| 09 (1997) | Nam Phi           | Vương Phan Tuấn        | THPT chuyên KHTN, ĐHQG Hà Nội                         | HCB         | 366/600    | 20/220  |                                                                         |
| 10 (1998) | Bồ Đào Nha        | Lê Sĩ Vinh             | THPT chuyên ban Lê Quý Đôn, Hà Tây                    | HCV         | 660/700    | 16/241  |                                                                         |
| 10 (1998) | Bồ Đào Nha        | Trần Tuấn Anh          | THPT chuyên KHTN, ĐHQG Hà Nội                         | HCĐ         | 480/700    | 63/241  |                                                                         |
| 10 (1998) | Bồ Đào Nha        | Lê Hồng Việt           | THPT chuyên ban Lê Quý Đôn, Hà Tây                    | HCĐ         | 390/700    | 97/241  |                                                                         |
| 11 (1999) | Thổ Nhĩ Kỳ        | Nguyễn Ngọc Huy        | THPT chuyên KHTN, ĐHQG Hà Nội                         | HCV         | 430 / 600  | 5/126   | 001/067                                                                 |
| 11 (1999) | Thổ Nhĩ Kỳ        | Lê Hồng Việt           | THPT chuyên ban Lê Quý Đôn, Hà Tây                    | HCV         | 364 / 600  | 13/126  | 001/067                                                                 |
| 11 (1999) | Thổ Nhĩ Kỳ        | Nguyễn Trung Hiếu      | Phổ thông Năng khiếu, ĐHQG TP.HCM (lớp 11)            | HCV         | 340 / 600  | 20/126  | 001/067                                                                 |
| 11 (1999) | Thổ Nhĩ Kỳ        | Nguyễn Hồng Sơn        | THPT chuyên Đại học Sư phạm Hà Nội                    | HCB         | 310 / 600  | 29/126  | 001/067                                                                 |
| 12 (2000) | Trung Quốc        | Nguyễn Ngọc Huy        | THPT chuyên KHTN, ĐHQG Hà Nội                         | HCV         | 600/700    | 13/138  |                                                                         |
| 12 (2000) | Trung Quốc        | Phạm Kim Cương         | THPT chuyên KHTN, ĐHQG Hà Nội                         | HCB         | 545/700    | 24/138  |                                                                         |
| 12 (2000) | Trung Quốc        | Nguyễn Phương Ngọc     | THPT chuyên Trần Phú, Hải Phòng (lớp 11)              | HCB         | 450/700    | 48/138  |                                                                         |
| 12 (2000) | Trung Quốc        | Trần Thanh Hoài        | THPT chuyên Hà Nội - Amsterdam (lớp 11)               | HCĐ         | 300/700    | 106/138 |                                                                         |
| 13 (2001) | Phần Lan          | Trần Thanh Hoài        | THPT chuyên Hà Nội - Amsterdam (lớp 12)               | HCB         | 373/600    | 28/135  |                                                                         |
| 13 (2001) | Phần Lan          | Nguyễn Phương Ngọc     | THPT chuyên Trần Phú, Hải Phòng (lớp 12)              | HCB         | 321/600    | 44/135  |                                                                         |
| 13 (2001) | Phần Lan          | Hoàng Đức Việt Dũng    | THPT chuyên Hà Nội - Amsterdam (lớp 11)               | HCB         | 297/600    | 53/135  |                                                                         |
| 13 (2001) | Phần Lan          | Trần Quang Khải        | THPT chuyên Đại học Sư phạm Hà Nội (lớp 11)           | HCB         | 296/600    | 55/135  |                                                                         |
| 14 (2002) | Hàn Quốc          | Trần Quang Khải        | THPT chuyên Đại học Sư phạm Hà Nội (lớp 12)           | HCV         | 296/600    | 22/137  |                                                                         |
| 14 (2002) | Hàn Quốc          | Nguyễn Văn Hiếu        | THPT chuyên KHTN, ĐHQG Hà Nội (lớp 12)                | HCB         | 280/600    | 31/137  |                                                                         |
| 14 (2002) | Hàn Quốc          | Lâm Xuân Nhật          | Phổ thông Năng khiếu, ĐHQG TP.HCM (lớp 12)            | HCĐ         | 192/600    | 91/137  |                                                                         |
| 14 (2002) | Hàn Quốc          | Ngô Thành Sơn          | THPT chuyên Trần Phú, Hải Phòng (lớp 12)              | Bằng khen   |            |         |                                                                         |
| 15 (2003) | Mỹ                | Nguyễn Lê Huy          | THPT chuyên KHTN, ĐHQG Hà Nội (lớp 11)                | HCV         | 424,3/600  | 4/264   |                                                                         |
| 15 (2003) | Mỹ                | Cao Thanh Tùng         | THPT chuyên KHTN, ĐHQG Hà Nội (lớp 11)                | HCB         | 304.5/600  | 44/264  |                                                                         |
| 15 (2003) | Mỹ                | Phạm Trần Đức          | THPT chuyên KHTN, ĐHQG Hà Nội                         | HCĐ         | 249.9/600  | 71/264  |                                                                         |
| 15 (2003) | Mỹ                | Đinh Ngọc Thắng        | THPT chuyên KHTN, ĐHQG Hà Nội                         | HCĐ         | 244.1/600  | 75/264  |                                                                         |
| 16 (2004) | Hy Lạp            | Phạm Xuân Hòa          | THPT chuyên Lê Quý Đôn, Đà Nẵng                       | HCB         | 440/600    | 27/290  |                                                                         |
| 16 (2004) | Hy Lạp            | Phạm Hữu Thành         | Phổ thông Năng khiếu, ĐHQG TP.HCM                     | HCĐ         | 355/600    | 79/290  |                                                                         |
| 16 (2004) | Hy Lạp            | Nguyễn Duy Khương      | THPT chuyên Trần Phú, Hải Phòng                       | HCĐ         | 330/600    | 95/290  |                                                                         |
| 16 (2004) | Hy Lạp            | Lê Mạnh Hà             | THPT chuyên KHTN, ĐHQG Hà Nội (lớp 12A Tin)           | HCĐ         | 320/600    | 102/290 |                                                                         |
| 17 (2005) | Ba Lan            | Nguyễn Bích Hoàng Anh  | Phổ thông Năng khiếu, ĐHQG TP.HCM (lớp 12 chuyên Tin) | HCB         | 427/600    | 52      |                                                                         |
| 17 (2005) | Ba Lan            | Phạm Hải Minh          | THPT chuyên Hà Nội - Amsterdam                        | HCĐ         | 343/600    | 95      |                                                                         |
| 17 (2005) | Ba Lan            | Đặng Hoàng Vũ          | Phổ thông Năng khiếu, ĐHQG TP.HCM                     | HCĐ         | 330/600    | 103     |                                                                         |
| 17 (2005) | Ba Lan            | Nguyễn Đức Dũng        | THPT chuyên Trần Phú, Hải Phòng                       | HCĐ         | 317/600    | 111     |                                                                         |
| 18 (2006) | México            | Khúc Anh Tuấn          | THPT chuyên Trần Phú, Hải Phòng (lớp 12)              | HCB         | 353/600    | 44/284  |                                                                         |
| 18 (2006) | México            | Nguyễn Trần Nam Khánh  | THPT chuyên Hà Nội - Amsterdam (lớp 12)               | HCĐ         | 294/600    | 87/284  |                                                                         |
| 18 (2006) | México            | Đặng Thanh Tùng        | THPT chuyên Nguyễn Huệ, Hà Tây (lớp 12)               | HCĐ         | 248/600    | 120/284 |                                                                         |
| 18 (2006) | México            | Trần Tuấn Linh         | THPT chuyên KHTN, ĐHQG Hà Nội (lớp 11 chuyên Tin)     | HCĐ         | 239/600    | 127/284 |                                                                         |
| 19 (2007) | Croatia           | Đoàn Mạnh Hùng         | THPT chuyên KHTN, ĐHQG Hà Nội (lớp 12 chuyên Tin)     | HCB         | 360/600    | 33/285  |                                                                         |
| 19 (2007) | Croatia           | Ngô Minh Đức           | Phổ thông Năng khiếu, ĐHQG TP.HCM (lớp 12 chuyên Tin) | HCĐ         | 250/600    | 96/285  |                                                                         |
| 19 (2007) | Croatia           | Lê Bảo Hoàng           | Phổ thông Năng khiếu, ĐHQG TP.HCM (lớp 12 chuyên Tin) | HCĐ         | 243/600    | 106/285 |                                                                         |
| 19 (2007) | Croatia           | Nguyễn Hoành Tiến      | THPT chuyên KHTN, ĐHQG Hà Nội (lớp 12 chuyên Tin)     | HCĐ         | 241/600    | 110/285 |                                                                         |
| 20 (2008) | Ai Cập            | Nguyễn Phạm Khánh Nhân | Phổ thông Năng khiếu, ĐHQG TP.HCM (lớp 11)            | HCB         | 247 / 600  | 59/284  |                                                                         |
| 20 (2008) | Ai Cập            | Nguyễn Bá Cảnh Sơn     | THPT chuyên Lê Quý Đôn, Đà Nẵng (lớp 12A2)            | HCB         | 239 / 600  | 66/284  |                                                                         |
| 20 (2008) | Ai Cập            | Vũ Ngọc Quang          | THPT chuyên Nguyễn Huệ, Hà Tây (lớp 12)               | HCĐ         | 195 / 600  | 96/284  |                                                                         |
| 20 (2008) | Ai Cập            | Nguyễn Thành Đạt       | THPT chuyên Nguyễn Huệ, Hà Tây (lớp 12)               | HCĐ         | 150 / 600  | 122/284 |                                                                         |
| 21 (2009) | Bulgaria          | Nguyễn Thành An        | THPT chuyên Hà Nội - Amsterdam (lớp 12)               | HCB         | 499/600    | 72/302  |                                                                         |
| 21 (2009) | Bulgaria          | Hoàng Ngọc Hưng        | THPT chuyên Lam Sơn, Thanh Hóa (lớp 12)               | HCĐ         | 441/600    | 104/302 |                                                                         |
| 21 (2009) | Bulgaria          | Nguyễn Xuân Khánh      | Phổ thông Năng khiếu, ĐHQG TP.HCM (lớp 11)            | HCĐ         | 423/600    | 123/302 |                                                                         |
| 21 (2009) | Bulgaria          | Nguyễn Đức Liêm        | THPT chuyên Lê Quý Đôn, Đà Nẵng (lớp 12)              | Bằng khen   |            |         |                                                                         |
| 22 (2010) | Canada            | Trần Đặng Tuấn Anh     | THPT chuyên Lương Văn Tụy, Ninh Bình (lớp 11)         | HCĐ         | 584/800    | 110/297 |                                                                         |
| 22 (2010) | Canada            | Nguyễn Cảnh Toàn       | THPT chuyên Phan Bội Châu, Nghệ An (lớp 12)           | Bằng khen   | 501/800    | 172/297 |                                                                         |
| 22 (2010) | Canada            | Thái Công Khanh        | THPT Chuyên Nguyễn Huệ, Hà Tây (lớp 12)               | Bằng khen   | 441/800    | 194/297 |                                                                         |
| 22 (2010) | Canada            | Hồ Sỹ Việt Anh         | THPT chuyên Phan Bội Châu, Nghệ An (lớp 12)           | Bằng khen   | 435/800    | 197/297 |                                                                         |
| 23 (2011) | Thái Lan          | Nguyễn Vương Linh      | THPT chuyên KHTN, ĐHQG Hà Nội (lớp 12)                | HCV         | 488/600    | 23/303  |                                                                         |
| 23 (2011) | Thái Lan          | Nguyễn Tấn Sỹ Nguyên   | Phổ thông Năng khiếu, ĐHQG TP.HCM (lớp 12)            | HCB         | 401/600    | 59/303  |                                                                         |
| 23 (2011) | Thái Lan          | Lê Khắc Minh Tuệ       | THPT chuyên KHTN, ĐHQG Hà Nội (lớp 12)                | HCĐ         | 365/600    | 86/303  |                                                                         |
| 23 (2011) | Thái Lan          | Nguyễn Hoàng Yến       | THPT chuyên Đại học Sư phạm Hà Nội (lớp 12)           | HCĐ         | 299/600    | 130/303 |                                                                         |
| 24 (2012) | Ý                 | Nguyễn Việt Dũng       | THPT chuyên Đại học Sư phạm Hà Nội                    | HCB         | 362/600    | 27/309  |                                                                         |
| 24 (2012) | Ý                 | Vũ Đình Quang Đạt      | THPT chuyên KHTN, ĐHQG Hà Nội (lớp 11)                | HCB         | 303/600    | 43/309  |                                                                         |
| 24 (2012) | Ý                 | Nguyễn Tuấn Anh        | THPT chuyên Trần Phú, Hải Phòng (lớp 11)              | HCB         | 283/600    | 49/309  |                                                                         |
| 24 (2012) | Ý                 | Nguyễn Hữu Thành       | THPT chuyên Lê Quý Đôn, Đà Nẵng                       | HCĐ         | 232/600    | 82/309  |                                                                         |
| 25 (2013) | Úc                | Dương Thành Đạt        | THPT chuyên KHTN, ĐHQG Hà Nội (lớp 12)                | HCB         | 448/600    | 34/292  |                                                                         |
| 25 (2013) | Úc                | Nguyễn Tuấn Anh        | THPT chuyên Trần Phú, Hải Phòng (lớp 12)              | HCB         | 422/600    | 50/292  |                                                                         |
| 25 (2013) | Úc                | Lê Xuân Mạnh           | THPT chuyên Lam Sơn, Thanh Hóa (lớp 12)               | HCĐ         | 334/600    | 89/292  |                                                                         |
| 25 (2013) | Úc                | Bùi Đỗ Hiệp            | THPT chuyên Trần Phú, Hải Phòng (lớp 12)              | HCĐ         | 290/600    | 111/292 |                                                                         |
| 26 (2014) | Đài Loan          | Nguyễn Quang Dũng      | THPT chuyên Đại học Sư phạm Hà Nội (lớp 12)           | HCB         | 421/600    | 44/308  |                                                                         |
| 26 (2014) | Đài Loan          | Ngô Hoàng Anh Phúc     | THPT chuyên KHTN, ĐHQG Hà Nội (lớp 12)                | HCB         | 346/600    | 74/308  |                                                                         |
| 26 (2014) | Đài Loan          | Đỗ Xuân Việt           | THPT chuyên KHTN, ĐHQG Hà Nội (lớp 12)                | HCĐ         | 297/600    | 99/308  |                                                                         |
| 26 (2014) | Đài Loan          | Nguyễn Tiến Trung Kiên | THPT chuyên KHTN, ĐHQG Hà Nội (lớp 11)                | HCĐ         | 295/600    | 109/308 |                                                                         |
| 27 (2015) | Kazakhstan        | Phạm Văn Hạnh          | THPT chuyên KHTN, ĐHQG Hà Nội (lớp 12)                | HCV         | 451.02/600 | 24/317  |                                                                         |
| 27 (2015) | Kazakhstan        | Phan Đức Nhật Minh     | THPT chuyên KHTN, ĐHQG Hà Nội (lớp 11)                | HCB         | 402.42/600 | 42/317  |                                                                         |
| 27 (2015) | Kazakhstan        | Nguyễn Việt Dũng       | THPT chuyên KHTN, ĐHQG Hà Nội (lớp 12)                | HCB         | 363.45/600 | 61/317  |                                                                         |
| 27 (2015) | Kazakhstan        | Nguyễn Tiến Trung Kiên | THPT chuyên KHTN, ĐHQG Hà Nội (lớp 12)                | HCB         | 336.45/600 | 74/317  |                                                                         |
| 28 (2016) | Nga               | Phan Đức Nhật Minh     | THPT chuyên KHTN, ĐHQG Hà Nội (lớp 12)                | HCV         | 432/600    | 15/314  |                                                                         |
| 28 (2016) | Nga               | Phạm Cao Nguyên        | THPT chuyên KHTN, ĐHQG Hà Nội (lớp 11)                | HCV         | 416/600    | 26/314  |                                                                         |
| 28 (2016) | Nga               | Trần Tấn Phát          | Phổ thông Năng khiếu, ĐHQG TP.HCM (lớp 12)            | HCB         | 367/600    | 54/314  |                                                                         |
| 28 (2016) | Nga               | Lê Quang Tuấn          | THPT chuyên Đại học Sư phạm Hà Nội (lớp 11)           | HCĐ         | 276/600    | 120/314 |                                                                         |
| 29 (2017) | Tehran, Iran      | Lê Quang Tuấn          | THPT chuyên Đại học Sư phạm Hà Nội (lớp 12)           | HCV         | 353.03/600 | 26/308  |                                                                         |
| 29 (2017) | Tehran, Iran      | Nguyễn Hy Hoài Lâm     | THPT Chuyên Quốc học Huế (lớp 12)                     | HCĐ         | 246.18/600 | 81/308  |                                                                         |
| 29 (2017) | Tehran, Iran      | Phạm Cao Nguyên        | THPT chuyên KHTN, ĐHQG Hà Nội (lớp 12)                | HCĐ         | 244.75/600 | 82/308  |                                                                         |
| 29 (2017) | Tehran, Iran      | Nguyễn Diệp Xuân Quang | THPT chuyên Lí Tự Trọng, Cần Thơ (lớp 12)             | Bằng khen   | 108/600    | 188/308 |                                                                         |
| 30 (2018) | Tsukuba, Nhật Bản | Phạm Đức Thắng         | THPT chuyên KHTN, ĐHQG Hà Nội (lớp 12)                | HCV         | 390/600    | 10/335  |                                                                         |
| 30 (2018) | Tsukuba, Nhật Bản | Hoàng Xuân Nhật        | Phổ thông Năng khiếu, ĐHQG TP.HCM (lớp 12)            | HCB         | 325/600    | 37/335  |                                                                         |
| 30 (2018) | Tsukuba, Nhật Bản | Nguyễn Hoàng Hải Minh  | THPT chuyên KHTN, ĐHQG Hà Nội (lớp 12)                | HCĐ         | 225/600    | 131/335 |                                                                         |
| 30 (2018) | Tsukuba, Nhật Bản | Nguyễn Khánh           | THPT chuyên KHTN, ĐHQG Hà Nội (lớp 12)                | HCĐ         | 216/600    | 141/335 |                                                                         |
| 31 (2019) | Baku, Azerbaijan  | Trịnh Hữu Gia Phúc     | THPT chuyên Lam Sơn, Thanh Hóa (lớp 12)               | HCV         | 433.48/600 | 19/327  |                                                                         |
| 31 (2019) | Baku, Azerbaijan  | Bùi Hồng Đức           | THPT chuyên KHTN, ĐHQG Hà Nội (lớp 11)                | HCV         | 421.66/600 | 24/327  |                                                                         |
| 31 (2019) | Baku, Azerbaijan  | Vũ Hoàng Kiên          | THPT chuyên KHTN, ĐHQG Hà Nội (lớp 11)                | HCB         | 351.77/600 | 63/327  |                                                                         |
| 31 (2019) | Baku, Azerbaijan  | Nguyễn Minh Tùng       | THPT chuyên KHTN, ĐHQG Hà Nội (lớp 12)                | HCĐ         | 320.94/600 | 91/327  |                                                                         |
| 32 (2020) | Singapore         | Bùi Hồng Đức           | THPT chuyên KHTN, ĐHQG Hà Nội (lớp 12)                | HCV         | 533.58/600 | 11/347  |                                                                         |
| 32 (2020) | Singapore         | Lê Quang Huy           | THPT chuyên KHTN, ĐHQG Hà Nội (lớp 11)                | HCB         | 454.43/600 | 39/347  |                                                                         |
| 32 (2020) | Singapore         | Vũ Hoàng Kiên          | THPT chuyên KHTN, ĐHQG Hà Nội (lớp 12)                | HCB         | 436.64/600 | 42/347  |                                                                         |
| 32 (2020) | Singapore         | Trần Quang Thành       | THPT chuyên Đại học Sư phạm Hà Nội (lớp 12)           | HCĐ         | 282.66/600 | 136/347 |                                                                         |
| 33 (2021) | Singapore         | Hồ Ngọc Vĩnh Phát      | THPT Chuyên Quốc học Huế (lớp 12)                     | HCB         | 342/600    | 41/351  |                                                                         |
| 33 (2021) | Singapore         | Trương Văn Quốc Bảo    | THPT chuyên Phan Bội Châu, Nghệ An (lớp 11)           | HCB         | 337/600    | 46/351  |                                                                         |
| 33 (2021) | Singapore         | Lê Quang Huy           | THPT chuyên KHTN, ĐHQG Hà Nội (lớp 12)                | HCB         | 311/600    | 67/351  |                                                                         |
| 33 (2021) | Singapore         | Nguyễn Hoàng Vũ        | THPT chuyên Phan Bội Châu, Nghệ An (lớp 11)           | HCB         | 308/600    | 68/351  |                                                                         |
| 34 (2022) | Indonesia         | Trần Xuân Bách         | THPT chuyên KHTN, ĐHQG Hà Nội (lớp 11)                | HCV         | 415.99/600 | 30/349  |                                                                         |
| 34 (2022) | Indonesia         | Dương Minh Khôi        | THPT chuyên KHTN, ĐHQG Hà Nội (lớp 12)                | HCB         | 293/600    | 68/349  |                                                                         |
| 34 (2022) | Indonesia         | Lê Hữu Nghĩa           | THPT chuyên Bình Long, Bình Phước (lớp 12)            | HCB         | 280.83/600 | 75/349  |                                                                         |
| 34 (2022) | Indonesia         | Trương Văn Quốc Bảo    | THPT chuyên Phan Bội Châu, Nghệ An (lớp 12)           | HCB         | 279.9/600  | 77/349  |                                                                         |
| 35 (2023) | Hungary           | Nguyễn Ngọc Đăng Khoa  | THPT chuyên KHTN, ĐHQG Hà Nội (lớp 11)                | HCV         | 342.5/600  | 27/343  |                                                                         |
| 35 (2023) | Hungary           | Trần Xuân Bách         | THPT chuyên KHTN, ĐHQG Hà Nội (lớp 12)                | HCB         | 317/600    | 34/343  |                                                                         |
| 35 (2023) | Hungary           | Nguyễn Đức Thắng       | THPT chuyên Hùng Vương, Phú Thọ (lớp 11)              | HCB         | 276/600    | 54/343  |                                                                         |
| 35 (2023) | Hungary           | Nguyễn Quang Minh      | THPT chuyên KHTN, ĐHQG Hà Nội (lớp 12)                | HCĐ         | 194/600    | 127/343 |                                                                         |
| 36 (2024) | Ai Cập            | Phạm Công Minh         | THPT chuyên KHTN, ĐHQG Hà Nội (lớp 12)                | HCV         | 376.20/600 | 23/350  |                                                                         |
| 36 (2024) | Ai Cập            | Hoàng Xuân Bách        | THPT chuyên KHTN, ĐHQG Hà Nội (lớp 11)                | HCV         | 374.72/600 | 24/350  |                                                                         |
| 36 (2024) | Ai Cập            | Nguyễn Hữu Tuấn        | THPT chuyên KHTN, ĐHQG Hà Nội (lớp 10)                | HCB         | 336.97/600 | 49/350  |                                                                         |
| 36 (2024) | Ai Cập            | Phạm Ngọc Trung        | THPT chuyên KHTN, ĐHQG Hà Nội (lớp 12)                | HCĐ         | 283.20/600 | 102/350 |                                                                         |
| 37 (2025) | Bolivia           | Lê Kiến Thành          | THPT chuyên Lê Quý Đôn, Gia Lai (lớp 12)              | HCV         | 481.87/600 | 12/333  | 008/083                                                                 |
| 37 (2025) | Bolivia           | Đặng Huy Hậu           | THPT chuyên Thăng Long, Lâm Đồng (lớp 10)             | HCB         | 381.77/600 | 54/333  | 008/083                                                                 |
| 37 (2025) | Bolivia           | Nguyễn Bùi Đức Dũng    | THPT chuyên KHTN, ĐHQG Hà Nội (lớp 11)                | HCB         | 344.44/600 | 79/333  | 008/083                                                                 |
| 37 (2025) | Bolivia           | Ninh Quang Thắng       | THPT chuyên Hạ Long, Quảng Ninh (lớp 12)              | HCĐ         | 330.71/600 | 89/333  | 008/083                                                                 |

| Tên học sinh           | Số HC | Số HC | Số HC |
| Tên học sinh           | 1     | 2     | 3     |
| ---------------------- | ----- | ----- | ----- |
| Nguyễn Ngọc Huy        | 2     |       |       |
| Bùi Hồng Đức           | 2     |       |       |
| Trần Quang Khải        | 1     | 1     |       |
| Phan Đức Nhật Minh     | 1     | 1     |       |
| Trần Xuân Bách         | 1     | 1     |       |
| Lê Hồng Việt           | 1     |       | 1     |
| Phạm Cao Nguyên        | 1     |       | 1     |
| Lê Quang Tuấn          | 1     |       | 1     |
| Nguyễn Ngọc Đăng Khoa  | 1     |       |       |
| Nguyễn Tuấn Việt       | 1     |       |       |
| Lê Sỹ Vinh             | 1     |       |       |
| Nguyễn Lê Huy          | 1     |       |       |
| Nguyễn Trung Hiếu      | 1     |       |       |
| Nguyễn Vương Linh      | 1     |       |       |
| Phạm Văn Hạnh          | 1     |       |       |
| Phạm Đức Thắng         | 1     |       |       |
| Trịnh Hữu Gia Phúc     | 1     |       |       |
| Phạm Công Minh         | 1     |       |       |
| Hoàng Xuân Bách        | 1     |       |       |
| Lê Kiến Thành          | 1     |       |       |
| Phạm Bảo Sơn           |       | 2     |       |
| Nguyễn Phương Ngọc     |       | 2     |       |
| Nguyễn Tuấn Anh        |       | 2     |       |
| Vũ Hoàng Kiên          |       | 2     |       |
| Lê Quang Huy           |       | 2     |       |
| Trương Văn Quốc Bảo    |       | 2     |       |
| Trần Thanh Hoài        |       | 1     | 1     |
| Nguyễn Tiến Trung Kiên |       | 1     | 1     |
| Nguyễn Đức Thắng       |       | 1     |       |
| Trần Hoài Linh         |       | 1     |       |
| Phạm Minh Tuấn         |       | 1     |       |
| Trương Xuân Nam        |       | 1     |       |
| Trần Minh Châu         |       | 1     |       |
| Lê Sĩ Quang            |       | 1     |       |
| Phan Việt Hải          |       | 1     |       |
| Nguyễn Tuấn Phan       |       | 1     |       |
| Nguyễn Hồng Sơn        |       | 1     |       |
| Phạm Kim Cương         |       | 1     |       |
| Hoàng Đức Việt Dũng    |       | 1     |       |
| Nguyễn Văn Hiếu        |       | 1     |       |
| Cao Thanh Tùng         |       | 1     |       |
| Phạm Xuân Hoà          |       | 1     |       |
| Nguyễn Bích Hoàng Anh  |       | 1     |       |
| Khúc Anh Tuấn          |       | 1     |       |
| Đoàn Mạnh Hùng         |       | 1     |       |
| Nguyễn Phạm Khánh Nhân |       | 1     |       |
| Nguyễn Bá Cảnh Sơn     |       | 1     |       |
| Nguyễn Thành An        |       | 1     |       |
| Nguyễn Sỹ Nguyên       |       | 1     |       |
| Nguyễn Việt Dũng       |       | 1     |       |
| Vũ Đình Quang Đạt      |       | 1     |       |
| Dương Thành Đạt        |       | 1     |       |
| Nguyễn Quang Dũng      |       | 1     |       |
| Ngô Hoàng Anh Phúc     |       | 1     |       |
| Nguyễn Việt Dũng       |       | 1     |       |
| Trần Tấn Phát          |       | 1     |       |
| Hoàng Xuân Nhật        |       | 1     |       |
| Hồ Ngọc Vĩnh Phát      |       | 1     |       |
| Nguyễn Hoàng Vũ        |       | 1     |       |
| Dương Minh Khôi        |       | 1     |       |
| Lê Hữu Nghĩa           |       | 1     |       |
| Nguyễn Đức Thắng       |       | 1     |       |
| Nguyễn Hữu Tuấn        |       | 1     |       |
| Đặng Huy Hậu           |       | 1     |       |
| Nguyễn Bùi Đức Dũng    |       | 1     |       |
| Nguyễn Anh Linh        |       |       | 2     |
| Bùi Thế Duy            |       |       | 2     |
| Nguyễn Việt Hà         |       |       | 1     |
| Nguyễn Hoà Bình        |       |       | 1     |
| Đàm Hiếu Chí           |       |       | 1     |
| Hà Công Thành          |       |       | 1     |
| Lê Văn Trí             |       |       | 1     |
| Lê Gia Quốc Thống      |       |       | 1     |
| Phạm Việt Thắng        |       |       | 1     |
| Cao Minh Trí           |       |       | 1     |
| Lê Thuỵ Anh            |       |       | 1     |
| Nguyễn Hoàng Dũng      |       |       | 1     |
| Nguyễn Thúc Dương      |       |       | 1     |
| Lâm Xuân Nhật          |       |       | 1     |
| Phạm Trần Đức          |       |       | 1     |
| Đinh Ngọc Thắng        |       |       | 1     |
| Phạm Hữu Thành         |       |       | 1     |
| Nguyễn Duy Khương      |       |       | 1     |
| Lê Mạnh Hà             |       |       | 1     |
| Phạm Hải Minh          |       |       | 1     |
| Đặng Hoàng Vũ          |       |       | 1     |
| Nguyễn Đức Dũng        |       |       | 1     |
| Nguyễn Trần Nam Khánh  |       |       | 1     |
| Đặng Thanh Tùng        |       |       | 1     |
| Trần Tuấn Linh         |       |       | 1     |
| Ngô Minh Đức           |       |       | 1     |
| Lê Bảo Hoàng           |       |       | 1     |
| Nguyễn Hoành Tiến      |       |       | 1     |
| Vũ Ngọc Quang          |       |       | 1     |
| Nguyễn Thành Đạt       |       |       | 1     |
| Hoàng Ngọc Hưng        |       |       | 1     |
| Nguyễn Xuân Khánh      |       |       | 1     |
| Trần Đặng Tuấn Anh     |       |       | 1     |
| Lê Khắc Minh Tuệ       |       |       | 1     |
| Nguyễn Hoàng Yến       |       |       | 1     |
| Nguyễn Hữu Thành       |       |       | 1     |
| Lê Xuân Mạnh           |       |       | 1     |
| Bùi Đỗ Hiệp            |       |       | 1     |
| Đỗ Xuân Việt           |       |       | 1     |
| Nguyễn Hy Hoài Lâm     |       |       | 1     |
| Nguyễn Hoàng Hải Minh  |       |       | 1     |
| Nguyễn Khánh           |       |       | 1     |
| Nguyễn Minh Tùng       |       |       | 1     |
| Trần Quang Thành       |       |       | 1     |
| Nguyễn Quang Minh      |       |       | 1     |
| Phạm Ngọc Trung        |       |       | 1     |
| Ninh Quang Thắng       |       |       | 1     |